# École nationale de commerce et de gestion d'Agadir
 (décembre 2009).
Si vous disposez d'ouvrages ou d'articles de référence ou si vous connaissez des sites web de qualité traitant du thème abordé ici, merci de compléter l'article en donnant les références utiles à sa vérifiabilité et en les liant à la section « Notes et références ».
L'École Nationale de Commerce et de Gestion d’Agadir (en arabe : بالعربية "المدرسة الوطنية للتجارة و التسيير بأكادير) est un établissement public d’enseignement supérieur créé en 1994, organisé sur le modèle des grandes Écoles de Commerce et de Gestion Européennes. 
L’École Nationale de Commerce et de Gestion d’Agadir fait partie du réseau des Écoles nationales de commerce et de gestion marocaines.
L'ENCG Agadir a été présente dans plusieurs manifestations nationales et internationales, a remporté le premier prix de gestion à Casablanca en 2010[réf. nécessaire] et a été sacrée au concours international de gestion à Bordeaux en 2010[réf. nécessaire]. Les lauréats de l'ENCG d'Agadir connaissent un taux d'insertion parmi les plus élevés : il dépasse les 95 %[réf. nécessaire] dans toutes les options proposées en cycle normal.

## Partenariats nationaux et internationaux
L'ENCG d'Agadir dispose d'un important volet de partenaires autant nationaux qu'internationaux :
- Maroc: La Chambre de Commerce, d’Industrie et de Services d’Agadir
- France : La Fondation Nationale pour l’Enseignement de la Gestion des Entreprises FNEGE en France.
- France : AUDENCIA, École de Management, Nantes
- France : L’Institut d’Administration des Entreprises IAE de Paris
- France : L’Institut Universitaire Professionnalisé IUP de Commerce International de Clermont Ferrand
- France : Institut Supérieur de Commerce International de Dunkerque ISCID.
- Royaume-Uni : IDPM, Université de Manchester – Grande Bretagne.
- Pays-Bas : Institut des Hautes Etudes Européennes, la Haye, Pays Bas
- Pays-Bas : International Business and Management Studies, la Haye, Pays Bas.
- Canada : Faculté des Sciences de l’Administration, Université LAVAL, Québec – Canada
- France : Institut de Gestion de Rennes, Université Rennes I – France
- Maroc : École Nationale de Commerce et de Gestion de Settat
- Maroc : École Nationale de Commerce et de Gestion de Tanger
- France : Université du Littoral – Côte d’Opale
- Luxembourg : Institut universitaire international de Luxembourg
- France : Groupe Sup de Co la Rochelle

## Relations ENCG Agadir/Entreprise et création d'entreprise
L’Incubateur IRIS est créé par l’Université Ibn Zohr en partenariat avec les acteurs socio-économiques de la région Souss Massa Drâa. Structure d’accueil et d’accompagnement, l’incubateur offre à des porteurs de projet de création d’entreprises un appui en matière de formation, de conseil et de financement. Les porteurs de projets seront hébergés pendant 18 mois jusqu’à ce qu’ils trouvent leur place dans une pépinière d’entreprises ou des locaux commerciaux.
Le porteur d’un projet sélectionné est domicilié au sein de l’IRIS. Il aura accès aux laboratoires, bibliothèques, centre de calcul et Internet des établissements de l’Université et aura à sa disposition les divers outils courants (fax, salle de réunion, service central de photocopie et reprographie, équipement audio-visuels et informatique).
Les établissements partenaires de l’incubateur effectueront via leurs laboratoires les prestations technologiques nécessaires au porteur du projet. La durée d’incubation, par période de six mois, ne dépasse pas 18 mois ; elle commence à la sélection rigoureuse du projet en amont et se termine à la création de l’entreprise en aval.
Une convention cadre relative à l’incubation d’entreprises innovantes liant L’IRIS et le porteur du projet instaure le cadre légal, juridique et social. Cette convention précise les modalités de financement et d’exécution du projet retenu.

### Structuration de l’IRIS
La diversité des membres fondateurs de l’IRIS lui assure une reconnaissance, un financement stable et un réseau relationnel pour son bon fonctionnement et son développement.
L’Incubateur fonctionne grâce à trois comités :
Comité Stratégique de l’IRIS
- Le Wali de la Région du SMD
- Le Président de l’Université Ibn Zohr
- Le Président du Conseil de la région du SMD
- Les Présidents des autres conseils régionaux du Sud
- Le Président de la Communauté Urbaine d’Agadir
- Les Présidents des Chambres Professionnelles
- Le Président régional de la CGEM
- Le délégué régional de l’Industrie et du Commerce
- Le Directeur du Centre Régional d’Investissement
- Un représentant de la fondation de la banque populaire pour la création d’entreprises
- Un doyen représentant les facultés de l’Université
- Un directeur représentant les écoles de l’Université
- Le directeur régional de l’OFPPT
- Des directeurs généraux des entreprises privés souhaitant adhérer à ce projet
- Le directeur de l’incubateur

Comité opérationnel
Il assure le fonctionnement de l’IRIS conformément aux décisions du comité stratégique.
Comité d’experts
Ce sont des consultants assurant évaluation et conseil.

## Vie Associative
À côté des formations théoriques et pratiques, l'école accorde un soin tout particulier aux activités para-scolaires. Dans ce cadre l'Association Bureau des Étudiants en collaboration avec les dix-neuf clubs de l'école, organisent plusieurs activités culturelles, sociales et sportives.
Pour les activités sportives l'école dispose d'une salle de sport. Mais les étudiants peuvent bénéficier du complexe sportif de l'université Ibn Zohr. L' Association des Lauréats de l'ENCG Agadir offre aux lauréats de l'école la possibilité de participer au développement de leur école.